# Edmond Verstraeten

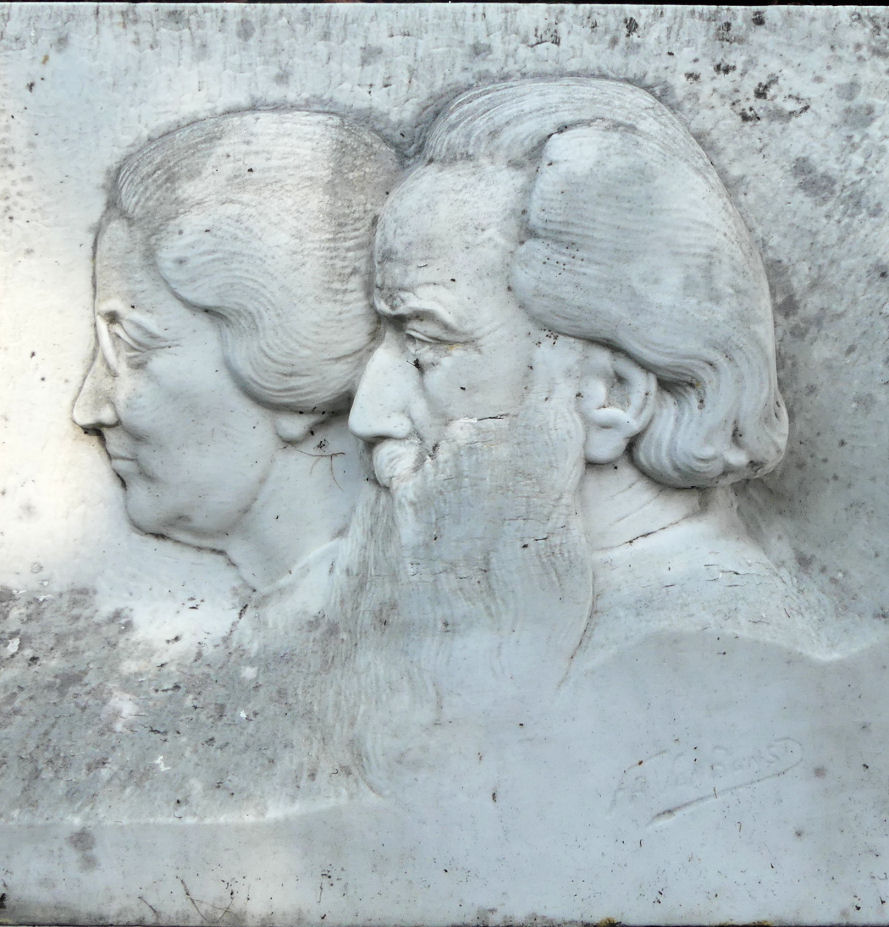
Sombeke, Grab Edmond Verstraetens, Marmor von Frans Van Ranst

Edmond Paul Marie Verstraeten (* 16. Februar 1870 in Waasmunster; † 16. September 1956 ebenda) war ein belgischer Maler und Radierer. Er galt als luministischer Impressionist und malte hauptsächlich Landschaften, aber auch Stillleben und Porträts.

## Leben
Edmond Verstraeten beendete 1889 seine Schulzeit an einem Internat mit lateinisch-griechischer Abteilung in Sint-Niklaas und begann als Autodidakt das Malen. Auf Anraten von Franz Courtens besuchte er ab 1891 die Landschaftsklasse von Joseph Coosemans (1828–1904) am Höheren Institut für Bildende Kunst in Antwerpen. Coosemans motivierte seine Studenten, „en plein-air“ zu arbeiten und war dazu regelmäßig mit ihnen im Wald von Tervuren. Auf diesem Weg kam der junge Künstler auch zum ersten Mal nach Genk, wo sich bereits zahlreiche Maler niedergelassen hatten. Dort machte er seine ersten Schritte als Künstler und lernte Emile Van Doren (1865–1949) kennen, mit dem er zeitlebens befreundet blieb. Später ging Verstraeten bei Emile Claus in die Lehre.
Verstraeten begann seine künstlerische Karriere, als der Impressionismus, dessen prominenteste Vertreter etwa Claude Monet, Paul Cézanne und Camille Pissarro waren, die künstlerische Darbietung leitete und dominierte. Es ist also nicht überraschend, dass auch er in diesem Stil seiner Zeit arbeitete. Dabei entwickelte Verstraeten jedoch seinen eigenen Stil in Form des Luminismus, einem Kunststil des Postimpressionismus, der sich intensiv mit der Leuchtkraft des Lichtes und mit Lichteffekten beschäftigt. Ab 1894 stellte er seine Werke in Gent, Antwerpen und Brüssel aus. Verstraeten schrieb auch Gedichte, die etwa in der Zeitschrift De Vlaamse Gids veröffentlicht wurden.
In der Provinz Ostflandern, angrenzend an das Tal der Durme, liegt die Heide von Sombeke-Waasmunster. In dieser Region lebte Verstraeten über 60 Jahre, zunächst in Tielrode und ab etwa 1900 im Dorf Sombeke auf dem Landgut „Den Dommel“, das er sich auf einem Hügel erbauen ließ. Hier hatte er einen malerischen Blick auf das weite Panorama des Durme-Tals, das zum Sujet vieler seiner Werke wurde. Hier wurde er zum „Meister von Sombeke“.
Edmond Verstraeten war ab 5. Mai 1896 verheiratet mit Augusta Reynaert (1871–1955), Tochter eines Arztes und Ratsherrn in Sint-Niklaas. Das Paar hatte elf Kinder und von diesen 38 Enkelkinder.

## Werke (Auswahl)
Werke Edmond Verstraetens befinden sich etwa im Königlichen Museum der Schönen Künste Antwerpen, im Rathaus Lokeren, in den Königlichen Museen der Schönen Künste von Belgien in Brüssel, im Stedelijke Musea in Sint-Niklaas und im Museum voor Schone Kunsten (MSK) in Gent.
- Le lever de Sirius. Öl/Leinwand, 200 × 301,5 cm, 1912, Königliche Museen der Schönen Künste, Brüssel[2]
- De hooiwagen. Öl/Paneel, 17,5 × 27 cm, Region Brüssel-Hauptstadt[3]

## Ausstellungen
- „Leven en licht van Edmond Verstraeten“ – Emile Van Dorenmuseum in Genk, 2019 [4]
- „De vier seizoen door de ogen van Edmond Verstraeten“ – Schloss Blauwendael in Waasmunster, 2020 (Die vier Jahreszeiten aus der Sicht von Edmond Verstraeten)[5]
- „Edmond Verstraeten. Ein belgischer Luminist“ – Kunstmuseum Schwaan, April – Juni 2023[6]